# Jävla Kajsa
Jävla Kajsa är en svensk TV-serie och situationskomedi från 1999 med manus av och regi av Peter Dalle. 
Serien bestod av sex halvtimmeslånga avsnitt, inspelade inför livepublik. Den hade premiär i SVT den 24 oktober 1999. Serien utgavs på DVD 2000.

## Handling
Serien utspelar sig uteslutande på Restaurang Ollonet, en kvarterskrog någonstans i Stockholm, och kretsar kring krögaren Bettan och hennes tre stamgäster. Dessa fyra är de enda personer som ses i avsnitten.

## Roller
- Bettan (Lena Endre) äger restaurangen, och är till synes den enda som arbetar där. Hon är drömmande och romantisk, men har aldrig haft något förhållande. Hon styrs med järnhand av sin mamma, oftast via telefon.

- Gunnar (Claes Månsson) är sedan många år tillbaka skild från Lena, och trivs bra med den situationen. Bettan försöker ständigt starta ett förhållande med Gunnar, vilket hela tiden misslyckas.

- Lennart (Johan Ulvesson) är nyligen frånskild från Gunilla som bor i Åkersberga och fortfarande styr honom. I sista avsnittet bildar Lennart och Bettan ett par.

- Micke (Peter Dalle) är gift med "Kungsholmens lilla midsommarblomster", "Den näpna lilla glädjefontänen" eller - som han oftast uttrycker det vid sina entréer - "Jävla Kajsa!".